# Skotniki (Ozorków)
Pour les articles homonymes, voir Skotniki.
Skotniki est une localité polonaise de la gmina d'Ozorków, située dans le powiat de Zgierz en voïvodie de Łódź.